# Mathieu Jaminet
Mathieu Jaminet (ur. 24 października 1994 roku w Hayange) – francuski kierowca wyścigowy.

## Kariera
Jaminet rozpoczął karierę w wyścigach samochodowych w 2010 roku od startów w Europejskim Pucharze Formuły 4 1.6, gdzie sześciokrotnie stawał na podium, a trzykrotnie na jego najwyższym stopniu. Z dorobkiem 112 punktów uplasował się na najniższym stopniu podium klasyfikacji generalnej. W późniejszych latach pojawiał się także w stawce Północnoeuropejskiego Pucharu Formuły Renault 2.0, Europejskiego Pucharu Formuły Renault 2.0, RCZ Racing Cup France oraz French GT Championship.

## Statystyki
| Sezon | Seria                                         | Zespół                | Wyścigi | Zwycięstwa | PP | NO | Podium | Punkty | Pozycja |
| ----- | --------------------------------------------- | --------------------- | ------- | ---------- | -- | -- | ------ | ------ | ------- |
| 2010  | Europejski Puchar Formuły 4 1.6               |                       | 14      | 3          | 3  | 2  | 6      | 112    | 3       |
| 2011  | Północnoeuropejski Puchar Formuły Renault 2.0 | Josef Kaufmann Racing | 3       | 0          | 0  | 0  | 0      | 27     | 31      |
| 2011  | Europejski Puchar Formuły Renault 2.0         | Josef Kaufmann Racing | 14      | 0          | 0  | 0  | 0      | 15     | 16      |
| 2012  | RCZ Racing Cup France                         | Sainteloc Racing      | 12      | 4          | 5  | 6  | 9      | 174    | 1       |
| 2013  | French GT Championship                        | Team Saintéloc Racing | 14      | 0          | 0  | 0  | 0      | 28     | 18      |